# Приазовське (село)
Приазо́вське — село (до 2011 року — селище) в Україні, у Маріупольській міській громаді Маріупольського району Донецької області.

## Загальні відомості
Село Приазовське розташоване за 117 км від обласного центру. Відстань до смт Мангуш становить близько 14 км і проходить автошляхом територіального значення  Т 0523.

## Населення
За даними перепису 2001 року населення села становило 948 осіб, з них 41,24 % зазначили рідною мову українську та 58,54 % — російську.